# بخش کندوان
بخش کندوان به مرکزیت شهر تَرْک (TƏRK)، یکی از بخش‌های تابعه شهرستان میانه در استان آذربایجان شرقی در شمال غربی ایران است. این بخش سابقاً به نام بخش ترک معروف بوده‌است. اما بعدها به بخش کندوان تغییر نام داده است.

## تقسیمات کشوری
- بخش کندوان
  - دهستان تیرچائی
  - دهستان کندوان
  - دهستان گرمه شمالی

شهرها: ترک

## جمعیت
بنابر سرشماری مرکز آمار ایران، جمعیت بخش کندوان شهرستان میانه در سال ۱۳۹۰ برابر با ۲۳٬۶۳۷ نفر بوده‌است.

## آموزش عالی
دانشگاه آزاد
دانشگاه پیام نور